# Kaliště (Švihov)
Kaliště je malá vesnice, část města Švihov v okrese Klatovy v Plzeňském kraji. Nachází se asi čtyři kilometry severovýchodně od Švihova. Kaliště leží v katastrálním území Kaliště u Červeného Poříčí o rozloze 4,78 km².

## Historie
První písemná zmínka o vesnici pochází z roku 1379.

## Obyvatelstvo
| Rok            | 1869 | 1880 | 1890 | 1900 | 1910 | 1921 | 1930 | 1950 | 1961 | 1970 | 1980 | 1991 | 2001 | 2011 | 2021 |
| -------------- | ---- | ---- | ---- | ---- | ---- | ---- | ---- | ---- | ---- | ---- | ---- | ---- | ---- | ---- | ---- |
| Počet obyvatel | 171  | 150  | 152  | 159  | 164  | 163  | 181  | 128  | 116  | 93   | 46   | 36   | 23   | 25   | 39   |
| Počet domů     | 26   | 27   | 27   | 26   | 28   | 28   | 33   | 33   | 31   | 28   | 21   | 26   | 26   | 27   | 29   |

## Obecní správa
Při sčítání lidu v letech 1850–1959 Kaliště bylo samostatnou obcí v okrese Přeštice. V letech 1960–1976 bylo částí obce Červené Poříčí v okrese Klatovy. Od 30. dubna 1976 do 23. listopadu 1990 bylo částí města Švihov v okrese Klatovy. Od 24. listopadu 1990 do 31. prosince 2001 bylo znovu obcí v okrese Klatovy. Od 1. ledna 2002 je opět částí města Švihov v okrese Klatovy.

## Pamětihodnosti
- V blízkosti Kaliště se nachází dvě památkově chráněná pravěká sídliště z eneolitu: Teplá skála západně od vsi a Koubova skála nad jihovýchodním okrajem vesnice.[8][9] Třetí podobné sídliště bylo nalezeno v roce 2008 jižně od Koubovy skály.[10]
- Mohylové pohřebiště Blahovka
- Mohylník

## Galerie

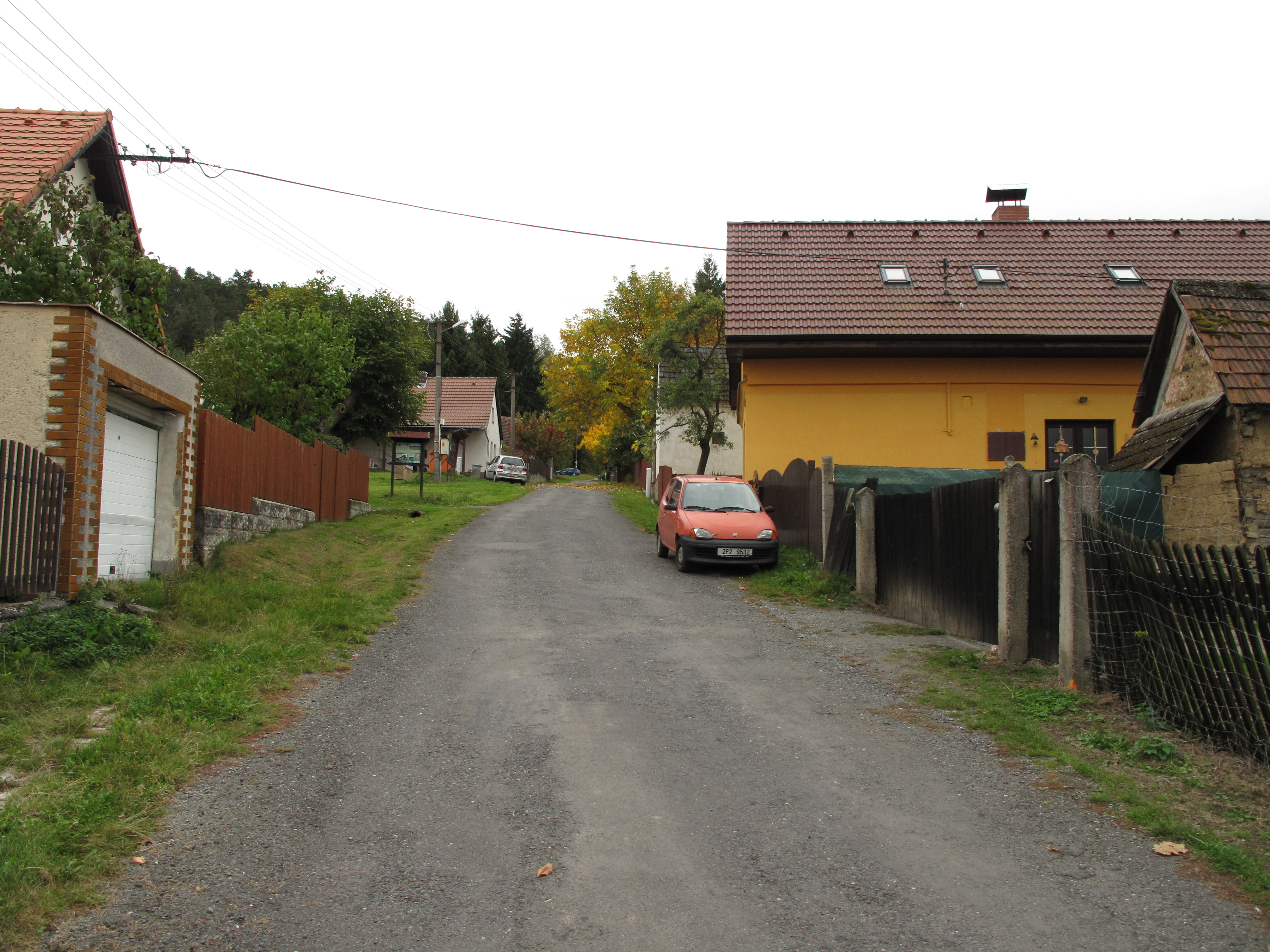
Domy
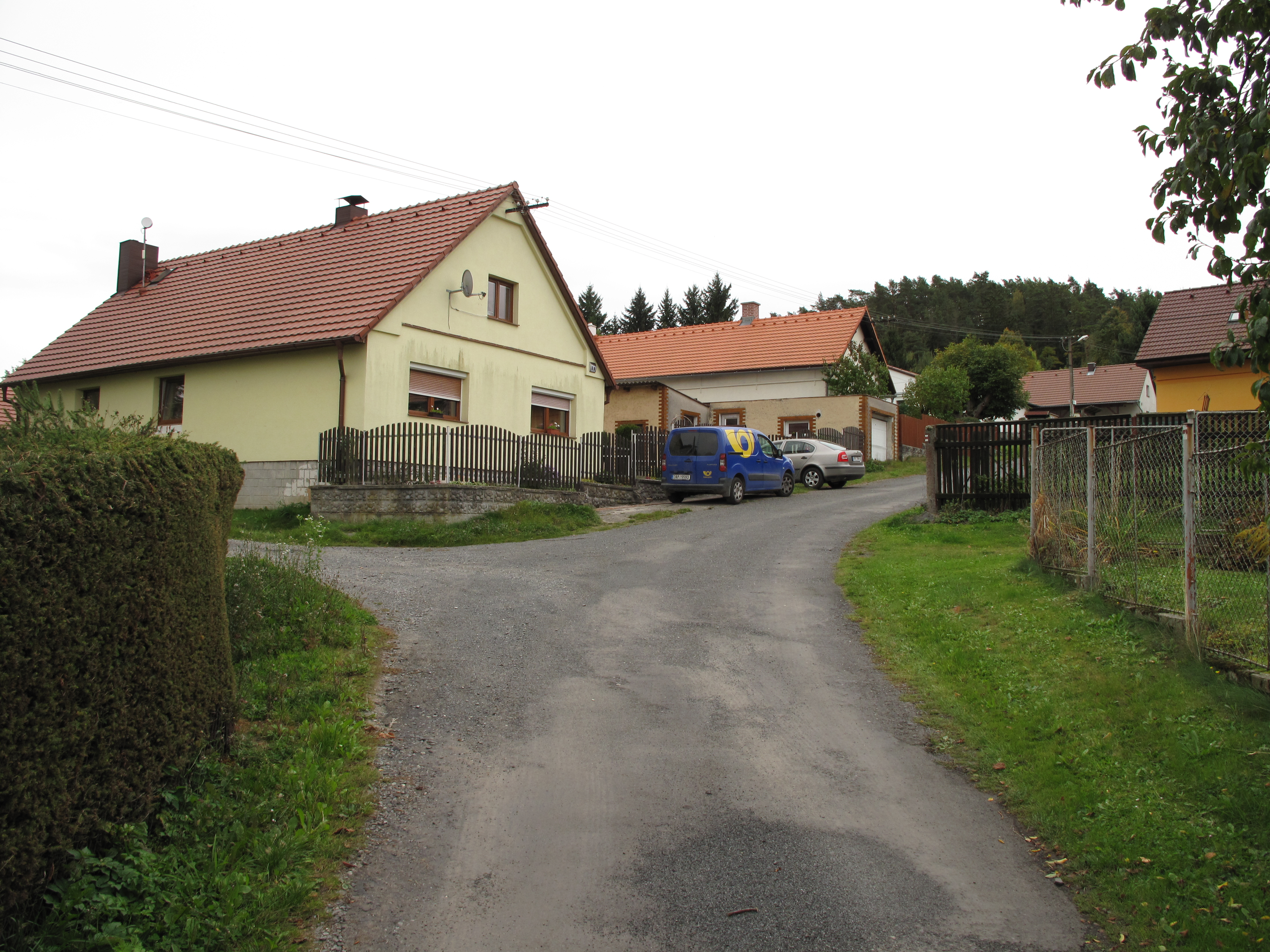
Domy
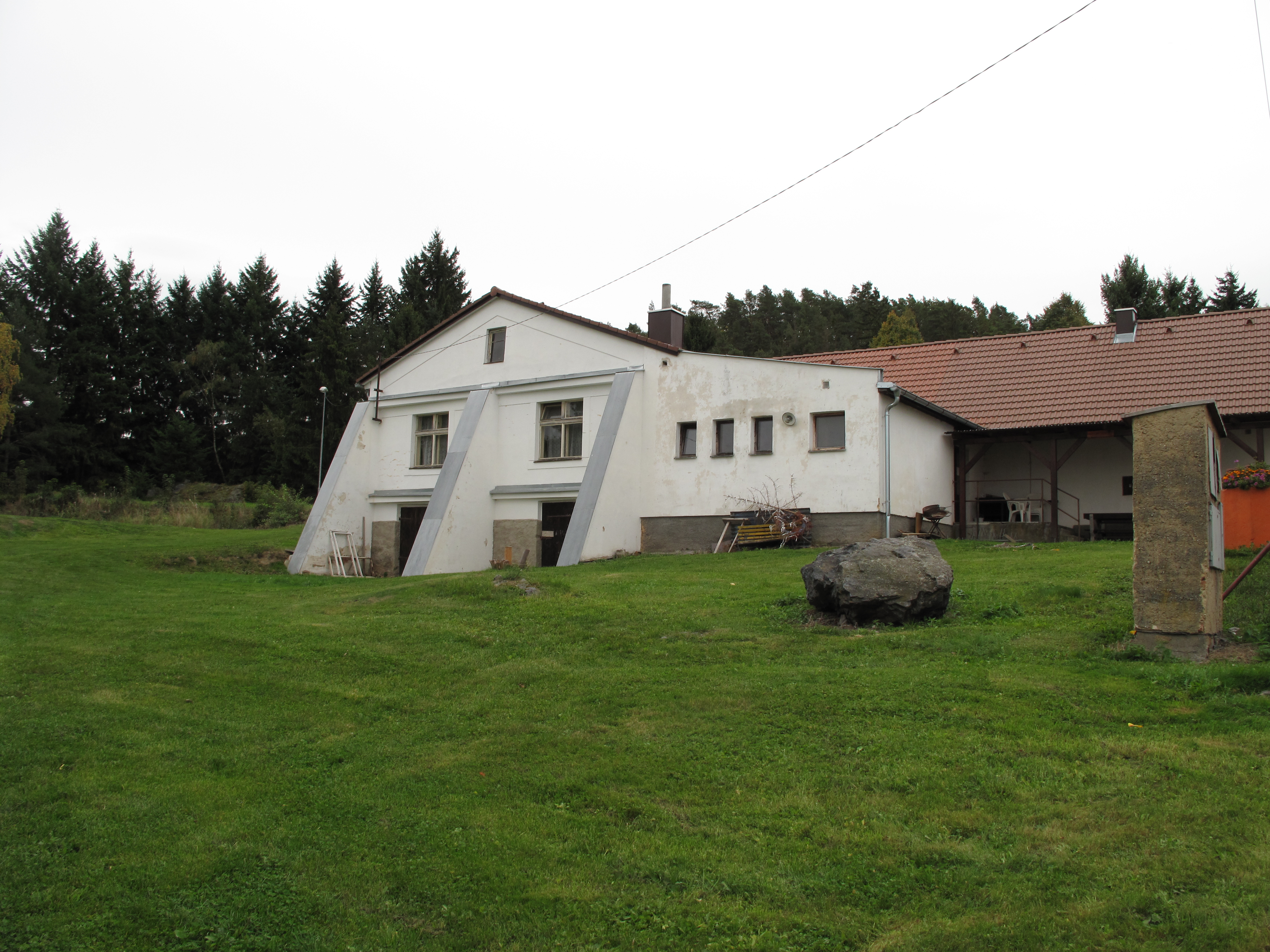
Kulturní dům